# DeA Capital
DeA Capital S.p.A., è una società italiana appartenente al Gruppo De Agostini che si occupa di investimenti in private equity e nel settore dell'alternative asset management.

## Storia
- Nel febbraio 1999 l'ingegner Carlo De Benedetti rileva la quota di maggioranza della società immobiliare ÆDES SpA.
- Nel 2000 nasce, per scissione dalla società quotata ÆDES S.p.A., Cdb Web Tech Investments S.p.A., società che nel corso della propria attività acquisisce partecipazioni in società operanti nei settori tecnologici e diversifica il proprio portafoglio in fondi di venture capital e private equity.
- Nel marzo 2000 Cdb Web Tech Investments S.p.A. è ammessa alle negoziazioni sul Nuovo Mercato di Borsa Italiana. La denominazione sociale viene mutata in Cdb Web Tech S.p.A..
- Nel 2005 Cdb Web Tech S.p.A. costituisce Management & Capitali S.p.A.,  sottoscrivendone l'intero capitale sociale al fine di esercitare attività di investimento in progetti volti al rilancio e recupero di redditività  di imprese industriali in difficoltà (risanamenti aziendali).
- Nel dicembre 2006 De Agostini stipula un accordo con Romed International S.A.  (società interamente posseduta da Carlo De Benedetti) per l'acquisto del 46,281% del capitale sociale di Cdb Web Tech e un accordo con Banca Intermobiliare di Investimenti e Gestioni S.p.A.  per l'acquisto del 4,845% di Cdb Web Tech .
- In data 11 gennaio 2007 De Agostini acquista dai venditori una quota pari al 51,126% del capitale di Cdb Web Tech.
- In data 30 gennaio 2007, l'Assemblea straordinaria della società delibera di modificare la denominazione sociale in DeA Capital S.p.A..
- In seguito all'OPA di NOVA s.r.l., società del gruppo De Agostini, la società è stata delistata l'8 marzo 2023.[1][2]

## Attività
La società investe in private equity, principalmente in società non quotate che si concentrano nel settore dei servizi e presenti prevalentemente in Sud Europa e nei paesi Europei Emergenti. Investe anche indirettamente in fondi di fondi e fondi di co-investimento di private equity.
DeA Capital è inoltre attiva nel settore dell'alternative asset management.
- DeA Capital Alternative Funds SGR

- DeA Capital Real Estate SGR
- Quaestio SGR